# Gambito Volga
|       |       |       |       |       |       |       |       |       |  |
|       | a8 rd | b8 nd | c8 bd | d8 qd | e8 kd | f8 bd | g8    | h8 rd |  |
| a7 pd | b7    | c7    | d7 pd | e7 pd | f7 pd | g7 pd | h7 pd |       |  |
| a6    | b6    | c6    | d6    | e6    | f6 nd | g6    | h6    |       |  |
| a5    | b5 pd | c5 pd | d5 pl | e5    | f5    | g5    | h5    |       |  |
| a4    | b4    | c4 pl | d4    | e4    | f4    | g4    | h4    |       |  |
| a3    | b3    | c3    | d3    | e3    | f3    | g3    | h3    |       |  |
| a2 pl | b2 pl | c2    | d2    | e2 pl | f2 pl | g2 pl | h2 pl |       |  |
| a1 rl | b1 nl | c1 bl | d1 ql | e1 kl | f1 bl | g1 nl | h1 rl |       |  |
|       |       |       |       |       |       |       |       |       |  |

El gambito Volga o gambito Benkő (ECO A57-A59) es una apertura de ajedrez en la que el bando negro ofrece un peón lateral a cambio de mayor actividad y líneas abiertas en el flanco de dama para sus piezas.

## Origen del nombre
El primer nombre de esta apertura fue gambito Volga, nombre que se le dio por el río Volga en un artículo sobre 3...b5!? que B. Argunow escribió en Kuibyshev (ciudad llamada Samara desde 1991) para la segunda edición de la revista Schachmaty in USSR (Ajedrez en la URSS) de 1946. Este nombre es el que se utiliza todavía en las obras publicadas en lengua rusa. A finales de la década de 1960, Paul Benko, un Gran Maestro húngaro residente en los EE. UU., hizo interesantes sugerencias y aportaciones a la teoría de aperturas, por la cual quedó el nombre gambito Benko, en especial en los países de habla inglesa.

## Estrategia
Al igual que el contragambito Blumenfeld, el bando negro sacrifica un peón lateral para destruir el centro blanco y lanzar un poderoso ataque. Pero a diferencia de este, en el gambito Benko el negro no lucha en el centro, sino que pretende aprovechar las columnas y diagonales que se abren en el flanco de dama. No hay forma clara para las blancas, de rehusarlo, ni de adquirir ventaja. No obstante, es apertura propia de jugadores de ataque, dispuestos a buscar las líneas más agresivas. Las jugadas pasivas hacen caer al negro en posiciones perdidas.
Línea principal
1.d4 Cf6

2.c4 c5

3.d5 b5
1.d4 Cf6 2.c4 c5 3.d5 b5 4.cxb5 a6
1.d4 Cf6 2.c4 c5 3.d5 b5 4.cxb5 a6 5.bxa6
1.d4 Cf6 2.c4 c5 3.d5 b5 4.cxb5 a6 5.bxa6 Axa6 6.Cc3 d6 7.e4 Axf1 8.Rxf1 g6 9.Cg2
1.d4 Cf6 2.c4 c5 3.d5 b5 4.cxb5 a6 5.bxa6 Axa6 6.Cc3 d6 7.e4 Axf1 8.Rxf1 g6 9.g3
1.d4 Cf6 2.c4 c5 3.d5 b5 4.cxb5 a6 5.bxa6 Axa6 6.Cc3 d6 7.e4 Axf1 8.Rxf1 g6 9.g3 Ag7 10.Rg2 0-0 11.Cf3
1.d4 Cf6 2.c4 c5 3.d5 b5 4.cxb5 a6 5.bxa6 Axa6 6.Cc3 d6 7.Cf3 g6 8.Cd2
1.d4 Cf6 2.c4 c5 3.d5 b5 4.cxb5 a6 5.bxa6 Axa6 6.Cc3 d6 7.Cf3 g6 8.g3
1.d4 Cf6 2.c4 c5 3.d5 b5 4.cxb5 a6 5.bxa6 Axa6 6.Cc3 d6 7.e4
1.d4 Cf6 2.c4 c5 3.d5 b5 4.cxb5 a6 5.Cc3
1.d4 Cf6 2.c4 c5 3.d5 b5 4.cxb5 a6 5.Cc3 axb5 6.e4 b4 7.Cb5 d6 8.Ac4
1.d4 Cf6 2.c4 c5 3.d5 b5 4.cxb5 a6 5.e3
1.d4 Cf6 2.c4 c5 3.d5 b5 4.cxb5 a6 5.f3
Una de las cuestiones más interesantes en esta línea esta en que los planes del negro son claros: al definirse una estructura de peones firme, buscaran actividad por el flanco dama, via Da5 - Tfb8,  con sus caballos buscando controlar las 2 casillas claves que se generan: e5 y d3 (sobre todo cuando el blanco ha jugado e2-e4) o presionando el centro blanco (casilla d5) con Da8 o Db7 y caballos. Para el blanco sus planes inician en mantener el flanco dama estable, incluso con jugadas como Dc2 y Te2(b2 y a2 manteniéndose en sus casillas iniciales), buscando un bloqueo en el flanco via b3, a4 y Cb5 o bien buscando b4.